# Madre de Deus (1589)
Madre de Deus (1589) (Матір Божа) — португальська семипалубна карака, відома вартістю її пограбованого вантажу. Один з найбільших кораблів свого часу.

## Історія
Караку збудував корабел Рібейра дас Наус (порт. Ribeira das Naus) у лісабонській корабельні для подорожей до португальських колоній в Індії (Португальська Індія).

### Віндзорський союз
З нагоди шлюбу 1386 португальського короля Жуана I Великого з внучкою короля Англії Едуарда III у Віндзорському замку було підписано угоду про англо-португальський союз. З XV ст. він був направлений проти Іспанії. В ході війни проти Іспанії 6 англійських кораблів знаходились у 1592 р. біля португальських Азорських островів щоб перехопити іспанські кораблі з Америки. Замість цього вони атакували португальські кораблі, що йшли з Індії. Вони захопили і пограбували корабель «Santa Cruz», змусивши капітана під тортурами розказати про перевезення товарів з Індії та Китаю. Так вони дізнались про «Madre de Deus», що наближався до Азор.

### Напад
Повертаючись із другої подорожі до Індії, 3 серпня 1592 карака була атакована англійським флотом під командуванням Джона Берроу (англ. John Burrough) біля острова Флореш. Після тривалого бою англійці захопили «Madre de Deus», значна частина екіпажу якої загинула. Капітана Фернана де Мендоса Фуртадо і вцілілих моряків висадили на острів. Було захоплено 425 т перцю, 45 т гвоздики, 35 т кориці, 25 т кошенілю, 15 т чорного дерева, 3 т мускатного горіху, 2,5 т гуми Бенджаміна (ароматична смола для виготовлення ліків і парфуму, ладан, шовк, порцеляну, золототкані тканини, золото, срібло, перли, коштовне каміння, бивні слонів. Найцінніший скарб у коробці з кедру був загорнутий 100 разів у тканину Каликута — документ з інформацією про португальську торгівлю в Китаї, Японії.
Тоді забирали вантаж з кораблів, які підпалювали і топили. але англійці так були вражені розмірами «Madre de Deus», що вирішили відвести його до Англії. 7 вересня він прибув до Галіфаксу, де був вищим будинки в порті і приблизно втричі більшим за кораблі. Звідусіль сходились люди, щоб побачити його. Королева Єлизавета I відправила сера Волтера Релі за належною їй часткою скарбів і покарання матросів, що привласнили частину скарбів. На час його прибуття на кораблі залишалось біля чверті привезених товарів (вартість близько 140.000 фунтів). Оціночна вартість вантажу у 500.000 фунтів була еквівалентна половині англійського державного скарбу в той час. Побачене багатство привернуло інтерес Англії до Індії.
Попри захоплення «Madre de Deus» англо-португальський союз діяв надалі і вважається чинним у наш час, тим самим є найстарішою чинною міжнародною угодою. Захоплення «Madre de Deus» вважається одним з найбільших пограбувань в історії.